# 비트 (만화)
비트(Beat)는 1994년 대원씨아이의 청년 만화지 영챔프에 연재했던 한국 만화이다. 작가는 박하(시나리오), 허영만(작화)이며 허영만 작가가 90년대 청춘들의 내용을 소재로 그려낸 청년만화이다. 정우성, 고소영이 출연한 영화 비트의 원작이기도 하다. 

## 소개
짜장면, 식객 등으로 유명한 허영만 작가의 청춘 만화로 1994년 영챔프의 창간과 함께 첫 연재를 하였고 영화 런어웨이의 김성수 감독에 의해 동명의 영화로 제작되었으며 단행본 13권으로 완결되었다. 

## 단행본 정보
- 글 : 박하 / 그림 : 허영만
- 출판사 : 대원씨아이(구 대원문화출판사)
- 단행본 발행 : 13권(완결)